# SNFU
SNFU est un groupe canadien de punk rock, originaire d'Edmonton, en Alberta.

## Histoire
Ils s'installent à Vancouver en 1992 et séparent en 2018. Le groupe compte huit albums, deux albums live et une compilation au milieu de nombreux changements de groupe et de plusieurs ruptures temporaires. Le chanteur Ken Chinn (crédité sous le nom de Mr. Chi Pig) a dirigé le groupe, qui comprenait les frères jumeaux guitaristes Brent et Marc Belke pendant la majeure partie de sa carrière.
Avec le batteur fondateur Evan C. Jones et le premier bassiste Jimmy Schmitz, SNFU s'est construit un public international grâce à un punk hardcore mélodique dynamique, comme en témoigne leur premier album, ...And No One Else Wanted to Play (1985). Leur popularité s'est accrue avec l'album expérimental If You Swear, You'll Catch No Fish (1986), avec le bassiste Dave Bacon et le batteur Jon Card, et l'album agressif Better Than a Stick in the Eye (1988), avec le bassiste Curtis Creager et le batteur Ted Simm. Le groupe se sépare cependant en 1989, en raison de tensions internes.
SNFU se reforme en 1991, en commençant par une tournée de réunion qui se voulait unique. Le batteur Dave Rees et le bassiste Rob Johnson constituent leur formation la plus durable. Ils signent avec le label indépendant Epitaph et sortent Something Green and Leafy This Way Comes (1993), The One Voted Most Likely to Succeed (1995) et FYULABA (1996). Ces albums atteignent des ventes à six chiffres alors que le groupe tourne en première partie de Green Day et Bad Religion.
Après avoir quitté Epitaph, le groupe perd Brent Belke et Rees en 1998 et Johnson en 2001. Après un hiatus de deux ans, ils publient eux-mêmes l'album In the Meantime and In Between Time (2004), salué par la critique, avec le bassiste Matt Warhurst et le batteur invité Trevor MacGregor. Le groupe se sépare à nouveau en 2005, avec le départ définitif de Marc Belke.
Chinn et l'ancien membre Ken Fleming reforment SNFU en 2007. Avec un groupe comprenant Card, le guitariste Sean Colig et le bassiste Kerry Cyr, ils sortent Never Trouble Trouble Until Trouble Troubles You (2013). À partir de 2014, le groupe comprend Chinn, Bacon, les guitaristes Randy Steffes et Kurt Robertson, ainsi que plusieurs batteurs. Ils se  mettent en pause en mars 2018, et Chinn est décédé le 16 juillet 2020.
Le groupe est devenu une influence formatrice du sous-genre skate punk. Des classements de la meilleure musique canadienne ont inclus leur travail,,.

## Discographie

### Albums studio
- 1985 : ...And No One Else Wanted to Play
- 1986 : If You Swear, You'll Catch No Fish
- 1988 : Better Than a Stick in the Eye
- 1993 : Something Green and Leafy This Way Comes
- 1995 : The One Voted Most Likely to Succeed
- 1996 : FYULABA
- 2004 : In the Meantime and In Between Time
- 2013 : Never Trouble Trouble Until Trouble Troubles You

### Albums live
- 1998 : Let's Get It Right the First Time
- 2019 : ...And Yet, Another Pair of Lost Suspenders

### Compilations
- 1992 : The Last of the Big Time Suspenders

### Singles et EP
- 1986 : She's Not on the Menu
- 1993 : Beautiful, Unlike You and I
- 2000 : The Ping Pong EP
- 2014 : I Wanna Be an East Indian
- 2017 : A Happy Number
- 2021 : A Blessing but with It a Curse

### Apparitions
- 1983 : It Came From Inner Space
- 1984 : Something to Believe In
- 1986 : It Came From the Pit
- 1987 : Thrasher Skate Rock 5: Born to Skate
- 1993 : Johnny Hanson Presents: Puck Rock Vol. 1
- 1996 : Punk-O-Rama Vol. 2
- 1998 : We Are Not Devo
- 2002 : Shot Spots: A Punk Rock Tribute to Trooper

### Bootlegs
- 1987 : Live '86
- 1990 : Real Men Don't Watch Quincy
- 1998 : Via Plastic Surgery